# Eulalia clavigera
Eulalia clavigera är en ringmaskart som först beskrevs av Jean Victor Audouin och Milne Edwards 1833.  Eulalia clavigera ingår i släktet Eulalia och familjen Phyllodocidae. Inga underarter finns listade i Catalogue of Life.